# Hößlinsülz
Hößlinsülz ist ein Dorf mit 630 Einwohnern im Landkreis Heilbronn in Baden-Württemberg, das seit 1971 zur Stadt Löwenstein gehört.

## Geographie

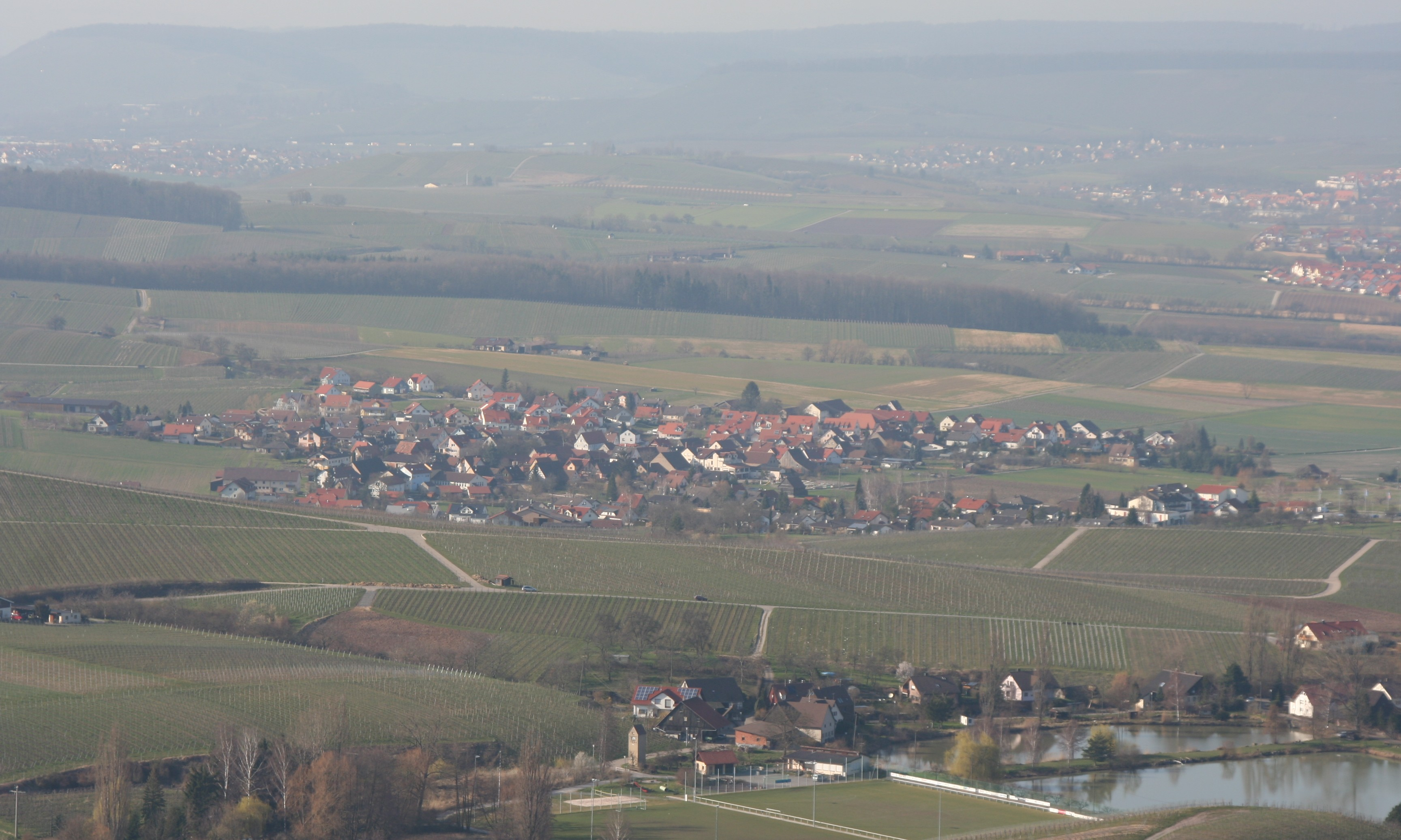
Hößlinsülz von Löwenstein aus gesehen. Im Vordergrund die zu Löwenstein gehörende Seemühle.

Hößlinsülz liegt im oberen Sulmtal am Hößlinsülzer Bach (auch Muselbach und Waldbach genannt), einem Zufluss der Sulm. Benachbarte Orte sind im Norden der Obersulmer Ortsteil Willsbach und im Süden die Löwensteiner Ortsteile Rittelhof und Seemühle. Im Osten liegen die ebenfalls zu Löwenstein gehörenden Gehöfte Breitenauer Hof und Beckershof sowie der Breitenauer See. Im Westen liegen Lehrensteinsfeld und, durch einen bewaldeten Ausläufer der Löwensteiner Berge von Hößlinsülz getrennt, der zu Untergruppenbach gehörende Ort Oberheinriet.

## Geschichte
Es gibt Hinweise in Form von allerdings noch nicht genauer untersuchten Grabhügeln, dass die Gegend um Hößlinsülz bereits zur Zeit der Kelten besiedelt war. Der Ort Hößlinsülz wurde vermutlich als Rodungsweiler im 11. oder 12. Jahrhundert von den Grafen von Löwenstein gegründet. 1325 wurde er im Würzburger Lehenbuch als Hesenbachsultze erstmals urkundlich genannt, spätere Formen des Namens sind Hesensultz (1335–1337) und Heselensültz (1454). Das mittelhochdeutsche Wort heselîn bedeutet reich an Haselsträuchern. Albrecht Greule hingegen geht aufgrund der Erstbelege von einem althochdeutschen Personennamen Hasso (Genitiv Hessin-) als Bestimmungswort aus. Der zweite Namensbestandteil -sultz(e) oder -sülz soll entweder von dem keltischen Wort Selz für Buschweide oder von dem schwäbischen Wort sulz für schlammig, morastig herrühren, scheint also jedenfalls auf feuchten Boden hinzuweisen. Der Name bedeutet also wohl so viel wie feuchter, an Haselsträuchern reicher Ort. Die Änderung des Namens zum heutigen Hößlinsülz wird württembergischen Ratsschreibern des 16. Jahrhunderts zugeschrieben im Versuch, den mundartlichen Namen ins Hochdeutsche zu übertragen.
Der Ort gehörte verwaltungsmäßig (Gericht und Vogtei) zu Willsbach und damit zur Herrschaft Calw-Löwenstein (Grafschaft Löwenstein). Mit dieser gelangte er 1277 an Würzburg, 1281 an die Habsburger, 1441 an die Kurpfalz. Als die Herrschaft Löwenstein 1488 an Graf Ludwig I. von Löwenstein ging, behielt Kurfürst Philipp einige Orte, darunter Willsbach mit Hößlinsülz, für sich und schlug sie dem kurpfälzischen Amt Weinsberg zu. Wie dieses wurde Hößlinsülz 1504 württembergisch.
Es folgten kriegerische Jahrhunderte. Im Bauernkrieg 1525 schlossen sich auch Hößlinsülzer Bauern dem Haufen Jäcklein Rohrbachs an. Während des Dreißigjährigen Krieges ging immer wieder Gefahr von herumstreunenden Soldaten aus. 1632 und 1634, nach der Schlacht bei Nördlingen, suchte die Bevölkerung der umliegenden Dörfer hinter den Löwensteiner Stadtmauern Schutz und verbarg sich schließlich in den Wäldern, als auch das nichts mehr nützte. 1674 wurden preußische Soldaten im Ort einquartiert, während des Pfälzischen Erbfolgekrieges zwanzig Jahre später zogen französische Heere in der Löwensteiner Gegend umher. Nach längeren Friedenszeiten im 18. Jahrhundert brachten die Befreiungskriege 1813 russische Soldaten ins Quartier nach Hößlinsülz.
1816/17 traf das nunmehrige Königreich Württemberg eine schwere Wirtschaftskrise, die Ernte im Jahr ohne Sommer 1816 war fast vollständig ausgefallen. Auch in Hößlinsülz verhungerten Menschen. Im Dezember 1818 wurde der Ort eine eigenständige Gemeinde im Oberamt Weinsberg. Nach der Revolution von 1848/49, während der es in Hößlinsülz ruhig blieb, wurden die alten Gefälle und Zehnten, die in Hößlinsülz Württemberg und teilweise auch den Fürsten von Löwenstein zustanden, in den 1850er-Jahren abgelöst. 1862 wurde die Eisenbahnlinie Heilbronn–Schwäbisch Hall mit Halt im nahegelegenen Willsbach eröffnet. Trotz einigermaßen zufriedenstellender wirtschaftlicher Stellung der Bevölkerung kam es in den 1880er-Jahren zu einer kleinen Auswanderungswelle; rund 20 Personen verließen in fünf Jahren Hößlinsülz nach Nordamerika.
Nach Auflösung des Oberamtes Weinsberg 1926 wurde Hößlinsülz dem Oberamt Heilbronn zugeordnet. Der NS-Staat brachte dem Dorf mit 296 Einwohnern (im Jahr 1939) die Entmachtung des Gemeinderates zugunsten des Bürgermeisters und des Heilbronner NS-Kreisleiters Richard Drauz. Die NSDAP, die erst 1932 nennenswerte Wahlergebnisse in Hößlinsülz erzielen konnte, schloss die Parteimitglieder im Ort als Zelle der NSDAP-Ortsgruppe Willsbach an. In der Endphase des Zweiten Weltkriegs nahm Hößlinsülz Flüchtlinge und Ausgebombte aus vielen Orten auf, nach dem Luftangriff auf Heilbronn vom 4. Dezember 1944 auch viele Heilbronner. Im Kampf um Löwenstein am 14. April 1945 wurde die Stadt teilweise über Hößlinsülz hinweg von Artillerie beschossen. Im Dorf wurden ein Wohnhaus und eine Scheune zerstört, sechs weitere Häuser beschädigt. Am Morgen des 15. April besetzten die amerikanischen Truppen Hößlinsülz. Ende 1945 hatte Hößlinsülz 361 Einwohner.
Im Rahmen der Freiwilligkeitsphase der baden-württembergischen Gemeindereform gab es ab Mitte 1970 Fusionsüberlegungen bei den Gemeinden im oberen Sulmtal. Hößlinsülz mit damals 471 Einwohnern hatte wenig Chancen, eigenständig zu bleiben, und musste sich entweder nach Willsbach (spätere Gemeinde Obersulm) oder Löwenstein orientieren. Für Willsbach sprachen eine gemeinsame Genossenschaftsbank und Weingärtnergenossenschaft, für Löwenstein die gemeinsame evangelische Kirchengemeinde, der gemeinsame Bürgermeister seit 1966 und die gemeinsame Grundschule seit 1969. Im September/Oktober 1970 einigten sich die Hößlinsülzer und Löwensteiner Gemeinderäte auf die freiwillige Eingliederung von Hößlinsülz am 1. Januar 1971. Eine entsprechende Vereinbarung wurde von den Gemeinderäten in Hößlinsülz am 12. November, in Löwenstein am 3. Dezember angenommen; die Hößlinsülzer stimmten in einer Bürgeranhörung am 13. Dezember mit einer Mehrheit von 74 % der 269 Abstimmenden zu. Damit konnte die Eingemeindung am 1. Januar 1971 wirksam werden. Da es eine der ersten Eingemeindungen im Rahmen der baden-württembergischen Gemeindereform war, fand sie starke Beachtung. 1974 wurde das Neubaugebiet Heiligenfeld erschlossen, durch das sich die Einwohnerzahl von etwa 350 auf über 600 erhöhte.

### Religionen
Es gibt in Hößlinsülz weder eine eigene Kirchengemeinde noch ein Kirchengebäude. Die evangelischen Christen gehören zur Kirchengemeinde Löwenstein, die Katholiken zur katholischen Kirchengemeinde Affaltrach.
Anfangs gehörte Hößlinsülz als Filialgemeinde zu (Obersulm-)Sülzbach, danach (vermutlich ab 1345) zu Löwenstein. Mit etwas Verzögerung gegenüber dem Rest Württembergs wurde in Löwenstein und damit auch in Hößlinsülz im 16. Jahrhundert die Reformation eingeführt. Wegen des weiten Wegs zur Kirche in Löwenstein versuchten die Hößlinsülzer mehrfach erfolglos, nach Willsbach umgepfarrt zu werden, zuletzt 1925. 1869 erhielt Hößlinsülz einen eigenen Friedhof, zuvor waren die Toten in Löwenstein begraben worden.

## Politik

### Verwaltungsgeschichte
Bis 1818 war Hößlinsülz der Stabsschultheißerei Willsbach untergeordnet, die für mehrere kleine Dörfer und Weiler ohne eigenen Schultheißen zuständig war. Nachdem das Dorf im Dezember 1818 zu einer selbstständigen Gemeinde geworden war, hatte es ab 1819 eigene Schultheißen (ab dem 1. Dezember 1930 Bürgermeister). Die Bürger wurden vom Gemeinderat und vom Bürgerausschuss vertreten. Zur Zeit des Nationalsozialismus ab 1933 wurden der Bürgerausschuss aufgelöst und der Gemeinderat auf nur noch vier Mitglieder halbiert. Beschlüsse fasste nun der Bürgermeister „nach Anhörung der Gemeinderäte“, kontrolliert vom NS-Kreisleiter. Am 23. Januar 1946 gab es erstmals nach Ende der NS-Diktatur wieder eine Gemeinderatswahl. Nach der Eingliederung in die Stadt Löwenstein 1971 wurden Hößlinsülz für die nächsten drei Wahlperioden jeweils drei Sitze im Löwensteiner Gemeinderat garantiert.

### Wappen und Flagge
Das Hößlinsülzer Wappen zeigt in geteiltem Schild oben in Silber eine rote Traube zwischen zwei roten Äpfeln, unten in Rot drei (2:1) silberne Schildchen. Die drei silbernen Schilde auf Rot waren das Wappen der Herren von Weinsberg, ein Hinweis auf die Zugehörigkeit von Hößlinsülz zum Amt Weinsberg ab 1488. Die württembergische Archivdirektion hatte 1913 und erneut 1938/39 ein anderes Wappen vorgeschlagen, das in der unteren Hälfte ebenfalls die Schilde der Herren von Weinsberg, in der oberen Hälfte aber in Gold auf einem grünen Dreiberg einen schreitenden roten Löwen zeigen sollte; ein Hinweis auf die Grafschaft Löwenstein, zu der Hößlinsülz vorher gehörte. Als das Wappen 1949 festgelegt wurde, entschied man sich stattdessen für die Wein- und Obstbau-Symbole.
Die Flagge von Hößlinsülz war Rot-Weiß. Wappen und Flagge wurden der Gemeinde Hößlinsülz am 8. Mai 1963 vom baden-württembergischen Innenministerium verliehen.

## Kultur und Sehenswürdigkeiten

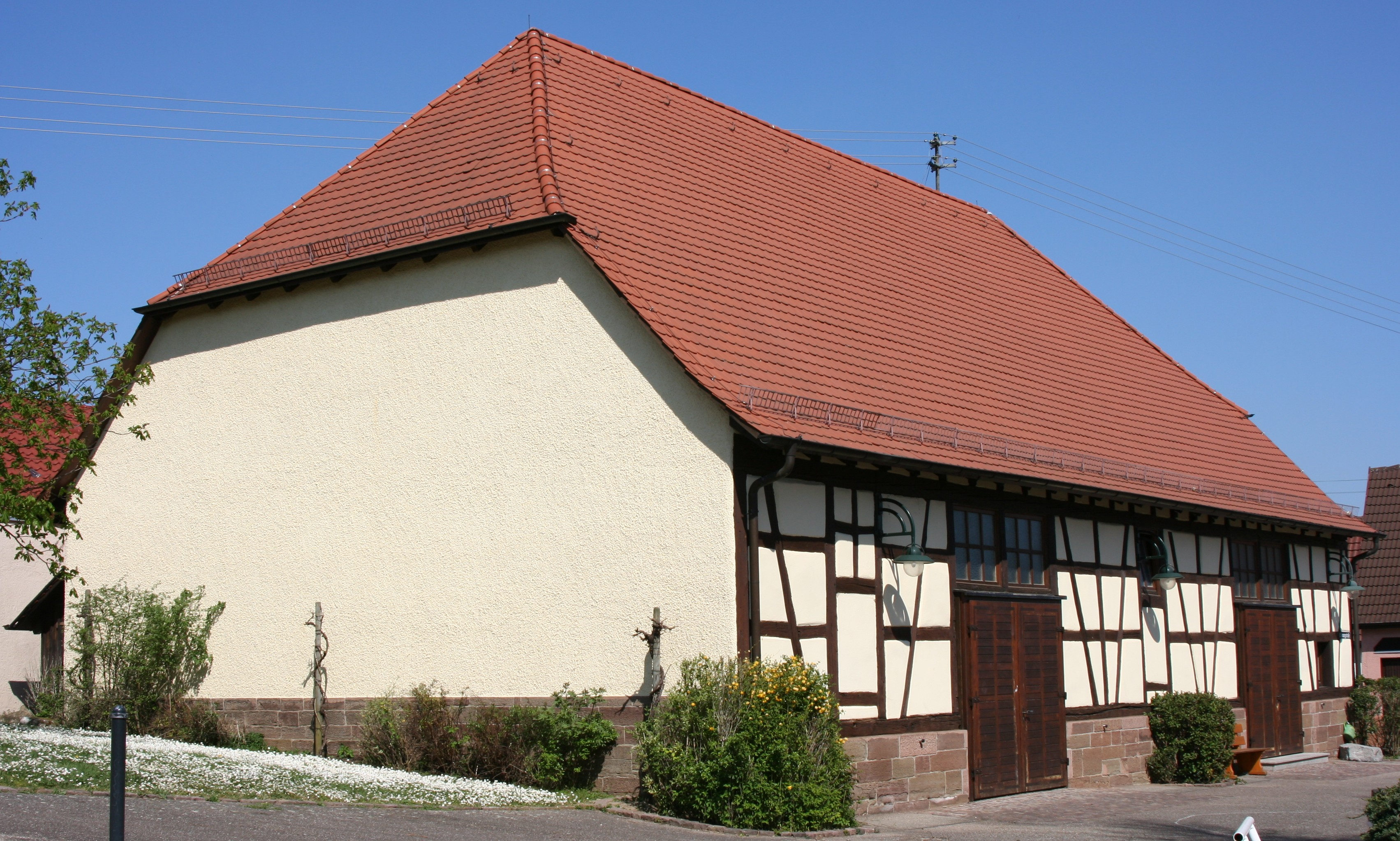
Die Dorfkelter

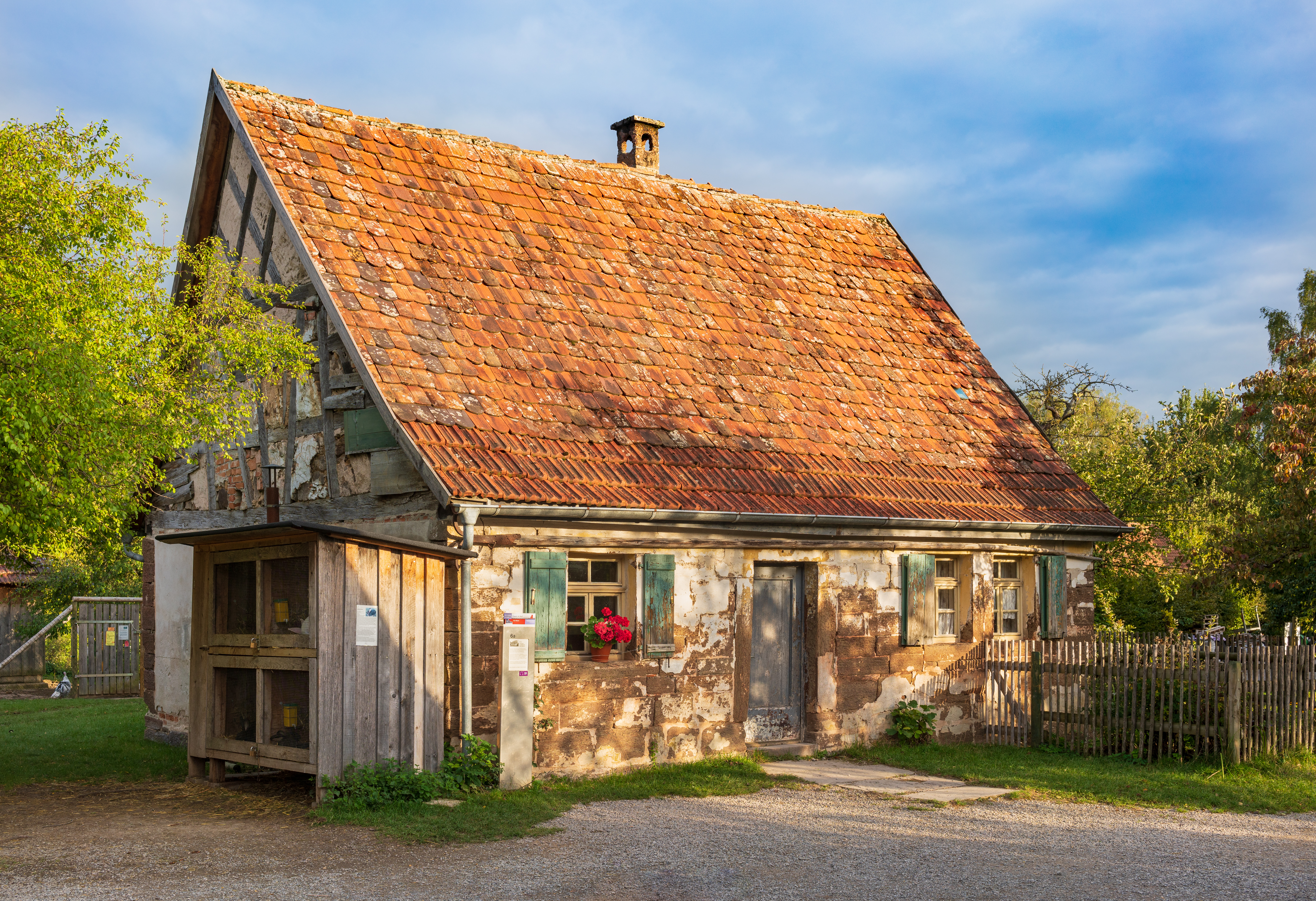
Das Armenhaus am heutigen Standort in Wackershofen

Die Hößlinsülzer Fachwerk-Dorfkelter wurde 1597 erbaut und stand ursprünglich auf der Kelterwiese außerhalb des Ortes. 1822 wurde sie an ihren heutigen Standort am Kelterplatz im Norden des Ortes versetzt, 1834 kaufte die Gemeinde das Gebäude vom Königlichen Kameralamt. 1937 wurde sie an die Hößlinsülzer Weingärtnergenossenschaft Oberes Weinsberger Tal verpachtet, die sie umbaute und bis 1969 nutzte (dem letzten Herbst vor ihrer Fusion mit der Weingärtnergenossenschaft in Willsbach im Jahr 1970). 1983 wurde die Kelter vom Gesangverein Liederkranz Hößlinsülz renoviert und teilweise umgebaut und am 10. Juli 1983 mit einem Fest der Öffentlichkeit neu vorgestellt. Seitdem dient sie als Veranstaltungsort für Festlichkeiten.
Das Hößlinsülzer Armenhaus von 1744, später zu NS-Zeiten HJ-Heim und nach dem Zweiten Weltkrieg Flüchtlingsunterkunft, zuletzt nicht mehr bewohnt und vermutlich das letzte typische Armenhaus im Unterland, wurde im Sommer 1987 vom Hohenloher Freilandmuseum Wackershofen abgebaut und in wenigen großen Teilen in das Museum in Schwäbisch Hall transloziert. Seit 8. September 1988 ist es dort dem Publikum zugänglich.
Das Hößlinsülzer Gemeinschaftsleben wird wesentlich von den örtlichen Vereinen getragen. Neben dem 1880 gegründeten Liederkranz, der regelmäßig Feste veranstaltet, sind dies die 1936 als Verein gegründete (aber schon seit mindestens 1886 bestehende) Freiwillige Feuerwehr, die Landfrauen (gegründet 1950) und der Schützenverein von 1958, der jährlich das Schützenfest veranstaltet.

## Wirtschaft und Infrastruktur
Traditionelle Grundlage der Wirtschaft in Hößlinsülz war die Landwirtschaft, insbesondere der Obst- und Weinbau, worauf auch das Ortswappen und der Ortsneckname Stibbich (zurückgehend auf eine alte mundartliche Bezeichnung für ein Obstfass) hinweisen. Bis 1936 wurde ausschließlich Schillerwein erzeugt; ab 1937 kelterte die Weingärtnergenossenschaft Oberes Weinsberger Tal – Hößlinsülz e. G. m. b. H. zu gleichen Teilen Rot- und Weißwein in der von der Gemeinde gepachteten Dorfkelter. 1970 schloss sie sich der Willsbacher Weingärtnergenossenschaft Mittleres Weinsberger Tal e. G. (heute Weingärtner Willsbach) an. Auf etwa 40 ha Rebfläche werden hauptsächlich Riesling, Schwarzriesling, Silvaner und Kerner angebaut.
1914 erfolgte der Anschluss an die Wasserversorgung, ab 1915 die Versorgung mit Elektrizität. Allerdings waren erst 1938 alle Häuser ans Stromnetz angeschlossen. Die Kanalisierung zur Abwasserentsorgung wurde 1932 begonnen; ihre Komplettierung wurde 1969 in Angriff genommen und 1971 vollendet. Seit 1965 ist Hößlinsülz an die Gruppenkläranlage oberes und mittleres Sulmtal angeschlossen.
Noch bis in die 1960er-Jahre waren die meisten Hößlinsülzer in der Landwirtschaft tätig und viele Handwerker und Gewerbetreibende in Hößlinsülz ansässig. Durch den Zuzug von Neubürgern in die Neubaugebiete und die zunehmende Mobilität wandelte sich die Erwerbsstruktur. Die Mehrzahl der Erwerbstätigen ist heute in Anstellungen außerhalb des Ortes tätig, nur wenige Vollerwerbslandwirte verbleiben.

### Verkehr
Die B 39 führt nur wenige hundert Meter an Hößlinsülz vorbei und ist durch die Stichstraße K 2105 mit dem Ort verbunden. Hößlinsülz hat keine Schienenanbindung, der nächste Bahnhof ist im benachbarten Obersulm-Willsbach. Der ÖPNV begann 1907 mit der ersten Omnibuslinie Mainhardt–Löwenstein–Willsbach über Hößlinsülz und wird nach wie vor mit Bussen abgewickelt, heute vom Verkehrsverbund HNV.

### Bildung
Hößlinsülz hatte früher eine eigene Schule, die 1682 erstmals nachgewiesen ist und seit 1884 in einem Anbau an das damalige Rathaus untergebracht war. Die Schule wurde im September 1969 aufgelöst, die Hößlinsülzer Grundschüler besuchen seitdem die Manfred-Kyber-Grundschule in Löwenstein, die Hauptschüler schon seit 1965 die Michael-Beheim-Schule in Obersulm-Willsbach. Die Realschule und ein evangelisches Gymnasium befinden sich ebenfalls in Obersulm, das staatliche Gymnasium in Weinsberg. Im Hößlinsülzer Schulgebäude wurde 1972 aufgrund der Eingliederungsvereinbarung mit Löwenstein ein Kindergarten eingerichtet.